# Saint-Germain-des-Prés, Tarn
Saint-Germain-des-Prés är en kommun i departementet Tarn i regionen Occitanien i södra Frankrike. Kommunen ligger i kantonen Puylaurens som tillhör arrondissementet Castres. År 2022 hade Saint-Germain-des-Prés 920 invånare.

## Befolkningsutveckling
Antalet invånare i kommunen Saint-Germain-des-Prés
| Referens: INSEE |